# الجدول الزمني لجائحة فيروس كورونا في أفغانستان
توثق هذه المقالة الجدول الزمني لوباء COVID-19 في أفغانستان.
تم تأكيد انتشار جائحة COVID-19 في أفغانستان عندما تم تأكيد حالة مؤشره، في هرات، في 24 شباط 2020.

| التاريخ | التاريخ |  | # الوفيات | # الوفيات |
| --- | ------- |  | --------- | --------- |
| 2020-02-24 |         |  |           |           |
| ⋮ |         |  |           |           |
| 2020-03-07 |         |  |           |           |
| ⋮ |         |  |           |           |
| 2020-03-11 |         |  |           |           |
| ⋮ |         |  |           |           |
| 2020-03-14 |         |  |           |           |
| 2020-03-15 |         |  |           |           |
| 2020-03-16 |         |  |           |           |
| 2020-03-17 |         |  |           |           |
| ⋮ |         |  |           |           |
| 2020-03-22 |         |  |           |           |
| 2020-03-23 |         |  |           |           |
| 2020-03-24 |         |  |           |           |
| 2020-03-25 |         |  |           |           |
| 2020-03-26 |         |  |           |           |
| 2020-03-27 |         |  |           |           |
| 2020-03-28 |         |  |           |           |
| 2020-03-29 |         |  |           |           |
| 2020-03-30 |         |  |           |           |
| 2020-03-31 |         |  |           |           |
| 2020-04-01 |         |  |           |           |
| 2020-04-02 |         |  |           |           |
| 2020-04-03 |         |  |           |           |
| 2020-04-04 |         |  |           |           |
| 2020-04-05 |         |  |           |           |
| 2020-04-06 |         |  |           |           |
| 2020-04-07 |         |  |           |           |
| 2020-04-08 |         |  |           |           |
| 2020-04-09 |         |  |           |           |
| 2020-04-10 |         |  |           |           |
| 2020-04-11 |         |  |           |           |
| 2020-04-12 |         |  |           |           |
| 2020-04-13 |         |  |           |           |
| 2020-04-14 |         |  |           |           |
| 2020-04-15 |         |  |           |           |
| 2020-04-16 |         |  |           |           |
| 2020-04-17 |         |  |           |           |
| 2020-04-18 |         |  |           |           |
| 2020-04-19 |         |  |           |           |
| 2020-04-20 |         |  |           |           |
| 2020-04-21 |         |  |           |           |
| 2020-04-22 |         |  |           |           |
| 2020-04-23 |         |  |           |           |
| 2020-04-24 |         |  |           |           |
| 2020-04-25 |         |  |           |           |
| 2020-04-26 |         |  |           |           |
| 2020-04-27 |         |  |           |           |
| 2020-04-28 |         |  |           |           |
| 2020-04-29 |         |  |           |           |
| 2020-04-30 |         |  |           |           |
| 2020-05-01 |         |  |           |           |
| 2020-05-02 |         |  |           |           |
| 2020-05-03 |         |  |           |           |
| 2020-05-04 |         |  |           |           |
| 2020-05-05 |         |  |           |           |
| 2020-05-06 |         |  |           |           |
| 2020-05-07 |         |  |           |           |
| 2020-05-08 |         |  |           |           |
| 2020-05-09 |         |  |           |           |
| 2020-05-10 |         |  |           |           |
| 2020-05-11 |         |  |           |           |
| 2020-05-12 |         |  |           |           |
| 2020-05-13 |         |  |           |           |
| 2020-05-14 |         |  |           |           |
| 2020-05-15 |         |  |           |           |
| 2020-05-16 |         |  |           |           |
| 2020-05-17 |         |  |           |           |
| 2020-05-18 |         |  |           |           |
| 2020-05-19 |         |  |           |           |
| 2020-05-20 |         |  |           |           |
| 2020-05-21 |         |  |           |           |
| 2020-05-22 |         |  |           |           |
| 2020-05-23 |         |  |           |           |
| 2020-05-24 |         |  |           |           |
| 2020-05-25 |         |  |           |           |
| 2020-05-26 |         |  |           |           |
| 2020-05-27 |         |  |           |           |
| 2020-05-28 |         |  |           |           |
| 2020-05-29 |         |  |           |           |
| 2020-05-30 |         |  |           |           |
| 2020-05-31 |         |  |           |           |
| 2020-06-01 |         |  |           |           |
| 2020-06-02 |         |  |           |           |
| 2020-06-03 |         |  |           |           |
| 2020-06-04 |         |  |           |           |
| 2020-06-05 |         |  |           |           |
| 2020-06-06 |         |  |           |           |
| 2020-06-07 |         |  |           |           |
| 2020-06-08 |         |  |           |           |
| 2020-06-09 |         |  |           |           |
| 2020-06-10 |         |  |           |           |
| 2020-06-11 |         |  |           |           |
| 2020-06-12 |         |  |           |           |
| 2020-06-13 |         |  |           |           |
| 2020-06-14 |         |  |           |           |
| 2020-06-15 |         |  |           |           |
| 2020-06-16 |         |  |           |           |
| 2020-06-17 |         |  |           |           |
| 2020-06-18 |         |  |           |           |
| 2020-06-19 |         |  |           |           |
| 2020-06-20 |         |  |           |           |
| 2020-06-21 |         |  |           |           |
| 2020-06-22 |         |  |           |           |
| 2020-06-23 |         |  |           |           |
| 2020-06-24 |         |  |           |           |
| 2020-06-25 |         |  |           |           |
| 2020-06-26 |         |  |           |           |
| 2020-06-27 |         |  |           |           |
| 2020-06-28 |         |  |           |           |
| 2020-06-29 |         |  |           |           |
| 2020-06-30 |         |  |           |           |
| 2020-07-01 |         |  |           |           |
| 2020-07-02 |         |  |           |           |
| 2020-07-03 |         |  |           |           |
| 2020-07-04 |         |  |           |           |
| 2020-07-05 |         |  |           |           |
| 2020-07-06 |         |  |           |           |
| 2020-07-07 |         |  |           |           |
| 2020-07-08 |         |  |           |           |
| 2020-07-09 |         |  |           |           |
| 2020-07-10 |         |  |           |           |
| 2020-07-11 |         |  |           |           |
| 2020-07-12 |         |  |           |           |
| 2020-07-13 |         |  |           |           |
| 2020-07-14 |         |  |           |           |
| 2020-07-15 |         |  |           |           |
| 2020-07-16 |         |  |           |           |
| 2020-07-17 |         |  |           |           |
| 2020-07-18 |         |  |           |           |
| 2020-07-19 |         |  |           |           |
| 2020-07-20 |         |  |           |           |
| 2020-07-21 |         |  |           |           |
| 2020-07-22 |         |  |           |           |
| 2020-07-23 |         |  |           |           |
| 2020-07-24 |         |  |           |           |
| 2020-07-25 |         |  |           |           |
| 2020-07-26 |         |  |           |           |
| 2020-07-27 |         |  |           |           |
| 2020-07-28 |         |  |           |           |
| 2020-07-29 |         |  |           |           |
| 2020-07-30 |         |  |           |           |
| 2020-07-31 |         |  |           |           |
| 2020-08-01 |         |  |           |           |
| 2020-08-02 |         |  |           |           |
| 2020-08-03 |         |  |           |           |
| 2020-08-04 |         |  |           |           |
| 2020-08-05 |         |  |           |           |
| 2020-08-06 |         |  |           |           |
| 2020-08-07 |         |  |           |           |
| 2020-08-08 |         |  |           |           |
| 2020-08-09 |         |  |           |           |
| 2020-08-10 |         |  |           |           |
| 2020-08-11 |         |  |           |           |
| 2020-08-12 |         |  |           |           |
| 2020-08-13 |         |  |           |           |
| 2020-08-14 |         |  |           |           |
| 2020-08-15 |         |  |           |           |
| 2020-08-16 |         |  |           |           |
| 2020-08-17 |         |  |           |           |
| 2020-08-18 |         |  |           |           |
| 2020-08-19 |         |  |           |           |
| 2020-08-20 |         |  |           |           |
| 2020-08-21 |         |  |           |           |
| 2020-08-22 |         |  |           |           |
| 2020-08-23 |         |  |           |           |
| 2020-08-24 |         |  |           |           |
| 2020-08-25 |         |  |           |           |
| 2020-08-26 |         |  |           |           |
| 2020-08-27 |         |  |           |           |
| 2020-08-28 |         |  |           |           |
| 2020-08-29 |         |  |           |           |
| 2020-08-30 |         |  |           |           |
| 2020-08-31 |         |  |           |           |
| 2020-09-01 |         |  |           |           |
| 2020-09-02 |         |  |           |           |
| 2020-09-03 |         |  |           |           |
| 2020-09-04 |         |  |           |           |
| 2020-09-05 |         |  |           |           |
| 2020-09-06 |         |  |           |           |
| 2020-09-07 |         |  |           |           |
| 2020-09-08 |         |  |           |           |
| 2020-09-09 |         |  |           |           |
| 2020-09-10 |         |  |           |           |
| 2020-09-11 |         |  |           |           |
| 2020-09-12 |         |  |           |           |
| 2020-09-13 |         |  |           |           |
| 2020-09-14 |         |  |           |           |
| 2020-09-15 |         |  |           |           |
| 2020-09-16 |         |  |           |           |
| 2020-09-17 |         |  |           |           |
| 2020-09-18 |         |  |           |           |
| 2020-09-19 |         |  |           |           |
| 2020-09-20 |         |  |           |           |
| 2020-09-21 |         |  |           |           |
| 2020-09-22 |         |  |           |           |
| 2020-09-23 |         |  |           |           |
| 2020-09-24 |         |  |           |           |
| 2020-09-25 |         |  |           |           |
| 2020-09-26 |         |  |           |           |
| 2020-09-27 |         |  |           |           |
| 2020-09-28 |         |  |           |           |
| 2020-09-29 |         |  |           |           |
| 2020-09-30 |         |  |           |           |
| 2020-10-01 |         |  |           |           |
| 2020-10-02 |         |  |           |           |
| 2020-10-03 |         |  |           |           |
| 2020-10-04 |         |  |           |           |
| 2020-10-05 |         |  |           |           |
| 2020-10-06 |         |  |           |           |
| 2020-10-07 |         |  |           |           |
| 2020-10-08 |         |  |           |           |
| 2020-10-09 |         |  |           |           |
| 2020-10-10 |         |  |           |           |
| 2020-10-11 |         |  |           |           |
| 2020-10-12 |         |  |           |           |
| 2020-10-13 |         |  |           |           |
| 2020-10-14 |         |  |           |           |
| 2020-10-15 |         |  |           |           |
| 2020-10-16 |         |  |           |           |
| 2020-10-17 |         |  |           |           |
| 2020-10-18 |         |  |           |           |
| 2020-10-19 |         |  |           |           |
| 2020-10-20 |         |  |           |           |
| 2020-10-21 |         |  |           |           |
| 2020-10-22 |         |  |           |           |
| 2020-10-23 |         |  |           |           |
| 2020-10-24 |         |  |           |           |
| 2020-10-25 |         |  |           |           |
| 2020-10-26 |         |  |           |           |
| 2020-10-27 |         |  |           |           |
| 2020-10-28 |         |  |           |           |
| 2020-10-29 |         |  |           |           |
| 2020-10-30 |         |  |           |           |
| 2020-10-31 |         |  |           |           |
| 2020-11-01 |         |  |           |           |
| 2020-11-02 |         |  |           |           |
| 2020-11-03 |         |  |           |           |
| 2020-11-04 |         |  |           |           |
| 2020-11-05 |         |  |           |           |
| 2020-11-06 |         |  |           |           |
| 2020-11-07 |         |  |           |           |
| 2020-11-08 |         |  |           |           |
| 2020-11-09 |         |  |           |           |
| 2020-11-10 |         |  |           |           |
| 2020-11-11 |         |  |           |           |
| 2020-11-12 |         |  |           |           |
| 2020-11-13 |         |  |           |           |
| 2020-11-14 |         |  |           |           |
| 2020-11-15 |         |  |           |           |
| 2020-11-16 |         |  |           |           |
| 2020-11-17 |         |  |           |           |
| 2020-11-18 |         |  |           |           |
| 2020-11-19 |         |  |           |           |
| 2020-11-20 |         |  |           |           |
| 2020-11-21 |         |  |           |           |
| 2020-11-22 |         |  |           |           |
| 2020-11-23 |         |  |           |           |
| 2020-11-24 |         |  |           |           |
| 2020-11-25 |         |  |           |           |
| 2020-11-26 |         |  |           |           |
| 2020-11-27 |         |  |           |           |
| 2020-11-28 |         |  |           |           |
| 2020-11-29 |         |  |           |           |
| 2020-11-30 |         |  |           |           |
| 2020-12-01 |         |  |           |           |
| 2020-12-02 |         |  |           |           |
| 2020-12-03 |         |  |           |           |
| 2020-12-04 |         |  |           |           |
| 2020-12-05 |         |  |           |           |
| 2020-12-06 |         |  |           |           |
| 2020-12-07 |         |  |           |           |
| 2020-12-08 |         |  |           |           |
| 2020-12-09 |         |  |           |           |
| 2020-12-10 |         |  |           |           |
| 2020-12-11 |         |  |           |           |
| 2020-12-12 |         |  |           |           |
| 2020-12-13 |         |  |           |           |
| 2020-12-14 |         |  |           |           |
| 2020-12-15 |         |  |           |           |
| 2020-12-16 |         |  |           |           |
| 2020-12-17 |         |  |           |           |
| 2020-12-18 |         |  |           |           |
| 2020-12-19 |         |  |           |           |
| 2020-12-20 |         |  |           |           |
| 2020-12-21 |         |  |           |           |
| 2020-12-22 |         |  |           |           |
| 2020-12-23 |         |  |           |           |
| 2020-12-24 |         |  |           |           |
| 2020-12-25 |         |  |           |           |
| 2020-12-26 |         |  |           |           |
| 2020-12-27 |         |  |           |           |
| 2020-12-28 |         |  |           |           |
| 2020-12-29 |         |  |           |           |
| 2020-12-30 |         |  |           |           |
| 2020-12-31 |         |  |           |           |
| الحالات: عدد الحالات غير المعادة التي أبلغت عنها الحكومة مصادر: Various news sources and state health department websites. See Timeline Table and Timeline narrative for sources. |         |  |           |           |

## خلفية
في 12 يناير 2020، أكدت منظمة الصحة العالمية عن ظهور فيروس كورونا المستجد كسبب للمرض التنفسي الذي أصاب مجموعة من الأشخاص في مدينة ووهان، مقاطعة خوبي، الصين، إذ أُبلغ عنهم إلى منظمة الصحة العالمية في 31 ديسمبر 2019. كانت نسبة الوفيات بين الحالات المُشخصة بكوفيد-19 أقل بكثير من جائحة فيروس سارس في عام 2003، لكن انتقال العدوى كان أكبر، والوفيات أيضًا.

## شباط 2020

### 23 شباط
في 23 شباط 2020، تم الاشتباه بثلاثة على الأقل من مواطني هرات الذين عادوا مؤخرًا من قم بإيران بعدوى COVID-19.
تم إرسال عينات الدم إلى كابول لإجراء مزيد من الاختبارات.

### 24 شباط
في 24 شباط، أكدت أفغانستان أول حالة إصابة بـ COVID-19 تتعلق بأحد الأشخاص الثلاثة من هرات، وهو رجل يبلغ من العمر 35 عامًا، وكانت نتيجة اختباره إيجابية لمرض السارس- CoV-2.

### 26 شباط
في 26 شباط، تم افتتاح مصنع لإنتاج القناع في ولاية هرات.
ينتج المصنع أكثر من 60000 قناع يوميًا.
أعلنت وزارة الصحة العامة أن هذا سيكون مهمًا في إبطاء انتشار COVID-19 وسيساعد أيضًا على تقليل الارتفاع في أسعار الأقنعة الجراحية.

## آذار 2020

### 7 آذار
في 7 آذار 2020، تم تأكيد ثلاث حالات جديدة في محافظة هرات.
وارتفع المجموع الجديد للحالات الإيجابية في أفغانستان إلى أربع حالات.

### 10 آذار
في 10 آذار، تم الإبلاغ عن أول حالة خارج مقاطعة هرات، في إقليم سامانجان، مما يعني أنه كان هناك ما مجموعه خمس حالات في أفغانستان. عاد المريض أيضًا من رحلاته في إيران.
حتى 10 آذار، أنفقت الحكومة الأفغانية 15 مليون دولار استجابة لتفشي المرض وتم اختبار ما مجموعه 142 حالة مشتبه فيها، مع خمس حالات إيجابية فقط لـ COVID-19.
تم إرسال الاختبارات إلى هولندا لضمان دقة الاختبار.
كما تم إنشاء مراكز عزل في جميع أنحاء البلاد.
وارتفع هذا في وقت لاحق مساء إلى سبع حالات، حيث أعلنت وزارة الصحة العامة عن حالتين جديدتين في كل من مقاطعتي هرات وسامانغان.

### 12 آذار
حددت باكستان حالتين إيجابيتين على حدود تورخام في 12 آذار.
وأفيد أن مواطنًا أفغانيًا مصابًا بفيروس التاجية أعيد من تركهام إلى أفغانستان.
الحالة الثانية على الحدود هي موظف بالسفارة الباكستانية من كابول.
وخلال ذلك الأسبوع أيضًا، ورد أن 30000 مهاجر أفغاني قد عادوا من إيران عبر ميناء إسلام قلعة بعد تفشي المرض في البلاد. وهذا يمثل أعلى معدل عودة المهاجرين من إيران منذ أكثر من عقد.
في آذار 2020، عاد ما لا يقل عن 150000 أفغاني من إيران، بسبب تفشي المرض في جميع أنحاء البلاد، على حدود إسلام قلعة في ولاية هرات. عبر ما يصل إلى 1000 شخص يوميًا الحدود خلال الشهر. بين مارس وأبريل 2020، ارتفع عدد الحالات في ولاية هرات إلى أكثر من 200 حالة.
تم الإعلان عن مهرجان نوروز السنوي في مزار الشريف أنه سيتم إلغاؤه بسبب جائحة الفيروس التاجي العالمي.

### 14 آذار
في 14 آذار، تم تأكيد الحالة الإيجابية العاشرة. أعلنت وزارة الصحة العامة أن أول حالات إصابة في مقاطعة بلخ وكابيسا. المريض البالغ من العمر 23 عامًا في منطقة دولتاباد، شمال بلخ، فرَّ من مستشفى بو علي سينا بعد اختبار إيجابي.
تم إلغاء احتفالات النوروز في بلخ بعد الإبلاغ عن الحالة الأولى في 14 آذار.
كان لدى Samangan أيضًا الحالة الإيجابية الثالثة لعدوى الفيروس التاجي.
كما تم الإعلان عن الحالة الحادية عشرة في ذلك اليوم، حيث أبلغ عبد القيوم رحيمي، محافظ هرات، عن حالة إيجابية جديدة لفيروس كورون في المحافظة. وارتفع إجمالي الحالات في ولاية هرات إلى ستة.
في 14 آذار، كان أول شفاء مسجل من الفيروس التاجي في أفغانستان مريضًا في هرات. وحيد أحمد، المريض الذي تم شفاؤه (الذي كان أيضًا أول حالة إيجابية) أصيب بـ COVID-19 من مدينة قم وتم نقله إلى المستشفى لمدة أسبوعين.
تم الإعلان عن أن أول مريض تم استرجاعه من COVID-19 في أفغانستان كان في الحجر الصحي في المنزل. كشفت وزارة الصحة في وقت لاحق في 20 آذار أن ثلاثة اختبارات أجراها كانت سلبية وأنه سُمح له بإنهاء الحجر الصحي.
حتى 14 آذار، أنفقت الحكومة الأفغانية 25 مليون دولار لمعالجة تفشي المرض، والذي يتضمن 7 ملايين دولار من حزم المساعدات. كما أعلنت بكين (الصين) أنها ستقدم المساعدة لأفغانستان. وقامت الحكومة الأفغانية بتوفير ما مجموعه 50 ألف مجموعة اختبار. كما يقدم البنك الدولي، وبنك التنمية الآسيوي، ومنظمة الصحة العالمية المساعدة.
كشفت وزارة الصحة العامة أنها اختبرت 181 حالة مشتبه فيها. كانت عينات الحالات المشتبه بها من مقاطعات هيرات وسامانجان وكابيسا وبلخ وداكوندي وباروان وباكتيا.
قال رئيس وزراء أفغانستان، أشرف غني، للجمهور أن يتجنبوا التجمعات العامة الكبيرة وأن ينتبهوا إلى النظافة الشخصية لمنع انتشار المرض.
أعلنت اللجنة الأولمبية الوطنية الأفغانية (ANOC) أنه تم إلغاء جميع الأحداث الرياضية بعد 14 آذار، بما في ذلك بطولة دوري بوزكاشي التي أقيمت في كابول.
أُعلن في 14 آذار أن جميع المعاهد التعليمية في البلاد لن تفتح حتى 21 نيسان.

### 15 آذار
تم الإبلاغ عن 5 حالات جديدة في 15 آذار، شملت الحالة الأولى في مقاطعة دايكوندي.
في 15 آذار، رَحَّلت باكستان 10 أفغانيين في تورخام (مقاطعة نانغارهار) بعد أن ظهرت عليهم أعراض تشبه أعراض الأنفلونزا.

### 16 آذار
في 16 آذار، تم تحديد 5 حالات إيجابية جديدة، مما يعني أن العدد الإجمالي للحالات ارتفع إلى 21.
هرب 38 مريضاً، من بينهم مريض إيجابي، من الحجر الصحي في ولاية هرات بضرب العمال في المستشفى وكسر النوافذ بمساعدة الأقارب. تم عزل جميع المرضى الـ 38 بعد عودتهم من إيران.
في 16 آذار، أعلنت طالبان أنها اعتقلت في مقاطعة بلخ المريض الهارب الذي ثبتت إصابته بالفيروس التاجي وأعادته إلى السلطات الصحية.
كما قامت طالبان بنشر الوعي بالفيروس التاجي في المناطق التي يسيطر عليها المتمردون في أفغانستان ودعمت العاملين الصحيين الحكوميين.
كما طلبت طالبان اختبار الأفغان العائدين من إيران لاختبار COVID-19.

### 17 آذار
في 17 آذار، كانت هناك 22 حالة مؤكدة.
وفي ذلك اليوم أيضًا، أُعيد سبعة مرضى فَرُّوا من مستشفى هرات.

### 18 أذار
في 18 آذار، حظرت وزارة الداخلية جميع التجمعات الكبيرة، بما في ذلك إغلاق الأماكن التي تجذب حشودًا كبيرة مثل الأماكن الترفيهية والملاعب الرياضية وأحواض السباحة ونوادي اللياقة البدنية وقاعات الأفراح.
كما قالت وزارة الصحة العامة إنه لا يُسمح لأي مختبرات أو مستشفيات خاصة بالتحقق من المرضى المشتبه فيهم أو الإيجابيين.
أعلنت وزارة الصحة العامة أنها تعتزم زيادة قدرة المختبرات لفحص عينات فيروسات التاجية في مقاطعتي هرات وبلخ.
وبحلول 18 آذار، سجلت وزارة الصحة العامة ما لا يقل عن 340 حالة اشتباه في الإصابة بفيروسات تاجية في 23 مقاطعة في البلاد منذ بدء تفشي المرض.
أقامت الحكومة خمسة مراكز للحجر الصحي في هرات ونمروز.
وفي ذلك اليوم أيضًا، أطلق الأطباء في مستشفى بلوسوم في كابول حملة توعية عامة لمساعدة الجمهور على فهم كيفية منع انتشار الفيروس.
وشمل ذلك توزيع أكثر من 5000 قناع جراحي للجمهور.

### 19 آذار
وبحلول 19 آذار، تأكدت حالتان إيجابيتان جديدتان لأول مرة في محافظتي بغديس ولوغار.

### 20 آذار
في 20 آذار، أُعلن أن مختبرًا جديدًا في هرات قيد الإنشاء، بعد أن كان المختبر الوحيد في البلاد في كابول، مما يعني أن الأمر استغرق وقتًا أطول لتشخيص الأشخاص الذين خضعوا للاختبارات.
تم إغلاق قاعات الأفراح والحمامات، وتوقفت الإدارات الحكومية بعدد كبير من العاملين عن العمل.
لم يتم إقامة مهرجان نوروز السنوي في مزار الشريف وعبر أفغانستان كلها في عام 2020، من أجل منع انتشار جائحة فيروسات التاجية العالمي.
كما لم يُسمح للناس بدخول ضريح حضرة علي في مزار الشريف.

### 21 آذار
في 21 آذار أعادت باكستان فتح حدودها مع أفغانستان.
في 21 آذار، ساهمت أفغانستان بمليون دولار لصندوق الطوارئ التابع لرابطة جنوب آسيا للتعاون الإقليمي (SAARC) للمساعدة في مكافحة COVID-19.

### 22 آذار
في 22 آذار، تم الإبلاغ عن 10 حالات جديدة، مما أدى إلى ما مجموعه 34 حالة إيجابية. وتم الإبلاغ عن حالات جديدة في مقاطعات غازني وقندهار وزابول. وكانت الحالتان الجديدتان في مقاطعة كابول من الدبلوماسيين الأجانب.
أعلن خليل الله حكمتي، رئيس مديرية الصحة العامة في بلخ، أول وفاة رسمية لأفغاني بسبب COVID-19. توفي الرجل في منطقة تشيمتال في مقاطعة بلخ.
تم تأكيد الاختبار بشكل إيجابي في 22 آذار، لكن المريض البالغ من العمر 40 عامًا قد توفي قبل ذلك بثلاثة أيام.
حثَّ وزير الصحة العامة فيروز الدين فيروز الحكومة على الأمر بإغلاق مدينة هرات في مؤتمر صحفي في كابول.
أعلن المتحدث باسم وزارة الصحة، وحيد الله ميار، أنه تم اختبار 449 حالة مشتبه فيها في 28 محافظة حتى 22 آذار. معظم الحالات المشتبه بها كانت من هرات وكابول.
قرر أعضاء مجلس النواب Wolesi Jirga من البرلمان الأفغاني عقد جلسة عامة مرة واحدة في الأسبوع لتجنب انتشار COVID-19.
كما تم الإعلان عن أول حالة وفاة محتملة لـ COVID-19 في أفغانستان في 22 آذار. كان المريض ذكر حالة مشتبه بها جديدة ظهرت عليها الأعراض.
وقالت الوزارة إن الرجل زار مستشفى في هيرات لأنه كان يعاني من أمراض القلب، ولكن بعد ظهور علامات COVID-19 تم نقله إلى مركز علاج فيروسات التاجية في المحافظة. سيحدد تشريح الجثة ما إذا كان رجل هرات قد أصيب بالفيروس التاجي أو مات بسبب أمراض القلب.
وبحلول نهاية اليوم، ارتفع عدد الحالات إلى 40، بعد الإبلاغ عن ست حالات جديدة. وشملت هذه الحالتين الأوليين في محافظة فرح والحالة الأولى في محافظة الغور. تم الإبلاغ عن ثلاث حالات جديدة في هرات. سجلت 18 حالة جديدة في يوم واحد أكبر زيادة للحالات الإيجابية في يوم واحد.

### 23 آذار
في 23 آذار، تم الإبلاغ عن حالتين جديدتين في مقاطعتي لوغار وسامانجان.
أعلنت شركة Cordaid أنها ستقوم بتوزيع الصابون في المجتمعات، والتعامل مع إدارة النفايات وتوفير موازين الحرارة لتقليل خطر الانتشار في أفغانستان. وعقدوا أيضًا جلسات توعية للمجتمع وساعدوا في تحسين أنظمة إحالة المرضى إلى المراكز الصحية التي تحتوي على جناح علاج لـ COVID-19.

### 24 آذار
في 24 آذار، أفادت بعثة الدعم الحازم أن 4 أفراد من قوات التحالف كان اختبارهم إيجابيًا.
وفي 24 آذار أيضًا، تم الإعلان عن مواطن أفغاني يبلغ من العمر 51 عامًا في المدينة المنورة بالمملكة العربية السعودية كأول ضحية لفيروس كورون في ذلك البلد. توفي الأفغاني في 23 آذار.
في جلال آباد، مقاطعة ننكرهار، وضعت السلطات المحلية تدابير صارمة في عاصمة المقاطعة، مما حدَّ من حركة المواطنين حتى 1 نيسان.
في 24 آذار، تم الإبلاغ عن 32 حالة جديدة، مما يجعل العدد الإجمالي للحالات 74. تم الإبلاغ عن جميع الحالات الجديدة في هرات.

### 25 آذار
في 25 آذار، تم الإبلاغ عن خمس حالات إيجابية جديدة، وكذلك الوفاة الثانية في البلاد. ارتفع العدد الإجمالي إلى 79.
بدأت الحكومة الأفغانية في الحد من حركة السكان في مقاطعات فرح وهراة ونمروز، بعد أن بدأت هرات تشهد أكبر عدد من الحالات في أفغانستان. في هرات، تم تعليق الصلاة في المساجد لمنع أي انتشار محتمل للفيروس. لم يستطع سكان فرح وزارانج الخروج إلا للأنشطة الضرورية.
وارتفع الرقم في وقت لاحق إلى 84 حالة إيجابية. والمريضة التي توفيت تبلغ من العمر 45 سنة في مقاطعة هيرات. كما تم الإعلان عن الحالة الأولى في مقاطعة نمروز، حيث سافر المريض مؤخرًا إلى إيران.
كما تم الإبلاغ عن الانتعاش الثاني.

### 26 آذار
في 26 آذار، تم الإعلان عن وفاة شخصين. كان أول مريض في الخامسة والخمسين من عمره توفي في مستشفى هرات. وتأكد أن الوفاة الثانية في المساء هي رجل عاد إلى هرات من لندن بالمملكة المتحدة. ارتفع عدد القتلى إلى أربعة.
كما تم الإبلاغ عن عشر حالات إيجابية جديدة. تم تحديد موقع ثمانية منها في ولاية هرات، فيما كانت الحالتان الأخريان من مقاطعة نمروز.
أعلنت الحكومة عن الإفراج عن 10000 سجين تجاوزوا سن الـ 55 لإبطاء انتشار الـ COVID-19 في البلاد. ويتألف هذا أيضاً بشكل رئيسي من النساء والشباب والمصابين بأمراض خطيرة. بناء على مرسوم الرئيس أشرف غني، سيتم الإفراج عن الأسرى خلال الأيام العشرة التالية. لم يشمل الإفراج عن السجناء أعضاء في الجماعات الإسلامية المتشددة.
في ذلك اليوم أيضًا، مددت السلطات الأفغانية عمليات الإغلاق لتشمل مقاطعات كابول وقندهار ولوغار.
قال رئيس بلدية مزار الشريف إنه بالإضافة إلى إغلاق الحمامات والمطاعم في المدينة، يتم تطهير الأماكن العامة.

### 27 آذار
في 27 آذار، أُعلن أن مجلس الوزراء الأفغاني وافق على إغلاق عاصمة أفغانستان، كابول، من 28 آذار لمدة ثلاثة أسابيع.
بدأت طالبان حملة توعية عامة في مقاطعة جوزجان. عرضت طالبان ممرًا آمنًا للعاملين الصحيين الذين يعالجون مرضى الفيروس التاجي في أفغانستان. علاوة على ذلك، فرضت حركة طالبان عمليات الإغلاق في المناطق المتضررة. تم عزل الأشخاص المشتبه في إصابتهم بـ COVID-19.
وقيدت وزارة الصحة فيما بعد سياسة الاختبار، واختبرت فقط الأشخاص الذين يعانون من ارتفاع درجة الحرارة. أفيد أن العائدين من إيران قد زاروا مستشفى الأمراض المعدية الأفغانية اليابانية، الذي يعالج مرضى COVID-19 في كابول، ولكن لم يتم اختبارهم. وبحلول 27 آذار، تم إجراء 600 اختبار فقط على العائدين من إيران.
أعلنت وزارة الصحة عن 16 حالة جديدة. وشمل ذلك 11 حالة جديدة في ولاية هرات، وثلاث حالات في ولاية فرح وواحدة في ولاية غور. كما تم الإبلاغ عن الانتعاش الثالث في البلاد. بلغ العدد الإجمالي للحالات 110.

### 28 آذار
بدأت العاصمة الأفغانية كابول عملية إغلاق كان من المقرر أن تستمر لثلاثة أسابيع. في 21 أيار، تم تخفيف الإغلاق في كابول.
يضمن الإغلاق بقاء المقيمين في منازلهم، وتجنب جميع السفر والتجمعات غير الضرورية. سيحتاج السكان أيضًا إلى تقديم أسباب وجيهة إذا قرروا مغادرة منازلهم. تظل جميع المطاعم والفنادق والساونا والمقاهي ومراكز الاستحمام العامة والأضرحة والصالات الرياضية والحدائق والمتاجر الأخرى مغلقة لمدة 3 أسابيع، باستثناء متاجر البقالة والبنوك. ستبقى جميع الأماكن الرياضية والمزارات وأماكن التجمع العام الأخرى مغلقة طوال فترة الإغلاق في كابول. تم حظر النقل العام الذي يحمل أكثر من 5 ركاب. قام ما مجموعه 70 فريقا عسكريا بدوريات في كابول لتحديد الأشخاص الذين يعانون من الأعراض. أثر الإغلاق في العاصمة كابول على الأعمال التجارية الصغيرة، مثل أصحاب المتاجر المحلية. خلال فترة الإغلاق في كابول، تبرعت وزارة الزراعة والري والثروة الحيوانية بالأغذية لمجموعة طوارئ لتوزيعها عبر المقاطعة. في أبريل 2020، بدأ أمان الله كاليوال بتوزيع 500 قناع يوميًا على الفقراء مجانًا، والتي تم خياطتها في المنزل. وفي أقل من أسبوع، تم توزيع 4000 قناع على الفقراء في كابول. خلال فترة الإغلاق، تم توفير الخبز مجانًا في المخابز في جميع أنحاء أفغانستان.
تم تحويل المعاهد التعليمية الكبيرة وقاعات الأفراح إلى مراكز عزل لحجر أولئك الذين يعودون من إيران لمدة أسبوعين.
أفادت وزارة الصحة أنه في المجموع، تم إجراء أكثر من 1000 اختبار حتى 28 آذار.

### 29 آذار
وبحلول 29 آذار، كان هناك ما مجموعه 120 حالة إيجابية.
في 29 آذار، أطلقت طالبان حملة توعية عامة بـ COVID-19 في مقاطعة لوغار. عرضت طالبان ممرًا آمنًا للعاملين الصحيين الذين يعالجون مرضى الفيروس التاجي في أفغانستان. علاوة على ذلك، فرضت حركة طالبان عمليات الإغلاق في المناطق المتضررة. الأشخاص المشتبه في إصابتهم بـ COVID-19 تم عزلهم.

### 30 آذار
في 30 آذار، تم الإعلان عن 25 حالة جديدة، مما يعني أن العدد الإجمالي للحالات ارتفع إلى 145.
وقد سُجلت الحالات الأولى في مقاطعات بدخشان وننكرهار وباكتيا وسار بول.
كما تم الإبلاغ عن عمليتي استرداد جديدتين.
في 30 آذار، أعلن وزير الصحة العامة، فيروزدين فيروز، عن خطة لزيادة قدرة المرافق الصحية في أفغانستان إلى 1000 اختبار يوميًا بحلول نهاية الأسبوع. يعمل مركز يستخدم سابقًا لعلاج الحيوانات كمرفق اختبار، ويؤدي حوالي 100 اختبار في غضون 24 ساعة. بحلول نهاية آذار 2020، كان لدى مراكز اختبار COVID-19 الأفغانية قدرة 600 اختبار في اليوم. 400 منهم في كابول و100 في هرات و100 في ننكرهار.

### 31 آذار
في 31 آذار، أبلغت وزارة الصحة عن أربع حالات جديدة من 60 اختبارًا.
تم الإبلاغ عن حالتين في قندهار، بينما تم تسجيل حالة جديدة في مقاطعتي دايكوندي ونمروز.
تم الإعلان عن 22 حالة إيجابية أخرى في وقت لاحق على أنها إيجابية مع اثنتي عشرة حالة في هرات، وست حالات في كابول، وحالة واحدة جديدة في كل من بغلان (الأولى في المقاطعة) وغزني وباكتيا.
بحلول نهاية آذار، وصل عدد الحالات الإيجابية إلى 196.

## نيسان 2020

### 1 نيسان
في 1 نيسان، تم الإعلان عن 43 حالة جديدة، بما في ذلك 16 طبيبا وممرضة في هرات وحالتين أخريين في العاصمة كابول. ارتفع العدد الإجمالي لحالات الفيروس التاجي إلى 239.
أفاد مسؤولو الصحة أن أكثر من 100 من العاملين في المستشفيات في ولاية هرات يشتبه في إصابتهم.
في 1 نيسان، أوقفت حكومة أفغانستان الرحلات الجوية بين كابول وهيرات.

### 2 نيسان
في صباح يوم 2 نيسان، تم الإبلاغ عن ست حالات جديدة. تقع 5 منها في مقاطعة كابول وواحدة في مقاطعة دايكوندي. وبلغ عدد الحالات 245.

في المساء، وصل الرقم إلى 273، بعد تأكيد 15 حالة جديدة في ولاية هرات، وكذلك وفاة أخرى. أما الحالات الـ13 الجديدة الأخرى فقد وُضعت في مقاطعات بغلان وكابول وقندهار وباكتيا.
وصلت المساعدة الطبية الصينية في 2 نيسان، بعد تلقي مساعدات من الإمارات العربية المتحدة في اليوم السابق. كما أُعلن في ذلك اليوم أن أوزبكستان ستقدم المساعدة لخمسة من المقاطعات الشمالية لأفغانستان.

### 3 نيسان
بلغ عدد الحالات المؤكدة 281 حالة. 20 حالة جديدة كانت من هرات، 14 حالة في كابول، وحالة جديدة واحدة في كل من مقاطعات غور وننكرهار ونمروز.
في المساء، أعلنت وزارة الصحة العامة عن 299 حالة إصابة. وفي مقاطعة هيرات 206 حالات، بينما سجلت مقاطعة كابول ثاني أكبر عدد من الحالات (43). كما تم الإبلاغ عن حالات جديدة في مقاطعات بلخ وغزني ولوغار وسامانجان. وقد سُجلت الحالات الأولى في مقاطعتي فارياب وقندوز. الحالات في مقاطعة هرات تستلزم 144 رجلاً و 60 امرأة، فضلاً عن أربع وفيات وخمس حالات استرداد.
في 3 نيسان، وافق البنك الدولي على 100.4 مليون دولار من المساعدات لمساعدة أفغانستان.

### 4 نيسان
وأعلنت وزارة الصحة العامة أن العدد الإجمالي بلغ 337 حالة وفاة، كما تم الإبلاغ عن الوفاة السابعة في البلاد، بينما تم شفاء مريضين آخرين. تم تحديد الحالات الـ38 الجديدة في 9 مقاطعات. وكان لكل من هرات وكابول عشر حالات جديدة. قندهار لديها ثمانية، وباكتيا لديها ثلاثة، بلخ وسامانجان اثنين، في حين أن مقاطعات كابيسا وزابول لديها حالة واحدة جديدة لكل منهما. أبلغت ولاية تخار عن حالتها الأولى. ارتفعت الحالات في ولاية هرات إلى 216، بينما ارتفعت في ولاية كابول إلى 53 حالة.
في 4 نيسان، افتتحت وزارة الصحة العامة مركز اختبار في مزار الشريف، محافظة بلخ، بسعة 30 حالة في اليوم. ستزيد طاقة المركز إلى 200 حالة يوميا خلال أسبوع.
أفاد مسؤولون من محافظة بلخ أن مزار الشريف يخضع لإغلاق جزئي مع إغلاق الأماكن العامة.
أيضا في ذلك اليوم، تم افتتاح مستشفى مؤقت بسعة 300 سرير في ولاية هرات، مخصص لمرضى COVID-19.
قرر رجل أعمال محلي تحويل فندق إلى مستشفى ومركز علاج لمرضى COVID-19.
المستشفى الجديد هو المركز الثاني لمرضى COVID-19 في المحافظة وستزيد سعة المستشفى الجديد إلى 1000 سرير، إذا لزم الأمر.
كما سيتم إدخال الحالات المشتبه بها في ولاية هرات إلى المستشفى.
تم توظيف حوالي 200 طبيب وممرضة في المستشفى وتلقوا تدريبات على علاج COVID-19.
أعلنت باكستان أن حدود شامان وتوركهام ستفتح بين 6 و9 أبريل لعودة الأفغان الذين تقطعت بهم السبل إلى بلادهم بناء على طلب الحكومة الأفغانية.
على حدود شامان وتوركهام، عاد أكثر من 60 ألف أفغاني من باكستان في غضون ثلاثة أيام.

### 5 نيسان
في 5 نيسان، أكدت وزارة الصحة العامة 30 حالة جديدة، مما رفع العدد الإجمالي للحالات إلى 367 حالة. هرات 16 حالة جديدة، كابول ست حالات، نمروز ثلاث، وفارياب وكوندوز كلاهما، وDaykundi حالة واحدة فقط حالة جديدة. تم الإبلاغ عن 5 عمليات استرداد جديدة، مما يعني أن إجمالي عدد حالات الاسترداد في أفغانستان بلغ 17.
أصدر رجال الدين وعلماء الدين فتوى في 5 نيسان.[109] تم إغلاق حوالي 500 مسجد في هرات في أواخر مارس 2020. وأعلنت وزارة الحج والشؤون الدينية فرض قيود على صلاة الجمعة وغيرها من الصلوات في المساجد في أنحاء أفغانستان.

### 6 نيسان
في 6 نيسان، ارتفع عدد القتلى إلى 11، حيث تم الإبلاغ عن طبيب من مستشفى خاص في كابول باعتباره الوفاة الحادي عشر في البلاد. كما أفادت وزارة الصحة بالشفاء الثامن عشر. من بين 2737 حالة مشتبه فيها، 367 حالة فقط كانت إيجابية.
ومع ذلك، أفيد في المساء أنه تم تسجيل 27 حالة جديدة في مقاطعة هرات من 140 اختبارًا.
21 من الرجال، و6 من النساء.
وعموما، تم تأكيد 56 حالة جديدة إيجابية.
وفي كابول 12 حالة جديدة، وقندهار 10، وبلخ 5، ونانغارهار حالتان جديدتان تم تأكيدهما.
ارتفع المجموع إلى 423.
أفيد في 6 نيسان، بأن العديد من الجماعات التطوعية والعاملين الصحيين المجتمعيين قد بدأوا حملات توعية، مثل حملة من الباب إلى الباب من قبل مجموعة من النساء في مقاطعة باروان وحملة إقليمية لمقاطعة فارياب من قبل المسؤولين المحليين. كما بدأت وزارة الصحة العامة في نشر الوعي عبر وسائل التواصل الاجتماعي ووسائل الإعلام التقليدية.
بحلول 6 نيسان 2020، كانت هناك 423 حالة إيجابية و18 حالة استرداد و11 حالة وفاة في 22 مقاطعة في البلاد.
وسجلت مقاطعة هيرات أكبر عدد من الحالات حيث بلغت 259 حالة، تلتها مقاطعة كابول بـ71 حالة، ثم مقاطعة قندهار بـ21 حالة.

### 7 نيسان
في 7 نيسان، تم افتتاح منشأة اختبار في قندهار، وهي تقدم خدماتها أيضًا إلى مقاطعات هلمند وأوروزجان وزابول.
في 7 نيسان، تم الإبلاغ عن حالتين جديدتين في مقاطعة قندهار.

### 8 نيسان
في 8 نيسان، تم الإعلان عن الوفاة الرابعة عشر والشفاء العشرين. توفي طبيب في عيادة في كابول، وأغلقت في وقت لاحق.
تم الإبلاغ عن الحالات الأولى في مقاطعتي هلمند ووردك.
في 8 نيسان، أعلنت وزارة الصحة العامة أنه لا يوجد سوى 300 جهاز تهوية في أفغانستان.

### 9 نيسان
في 9 نيسان، تم الإبلاغ عن 40 حالة جديدة، وكذلك الوفيات 15، و32 حالة استرداد.
تم تسجيل 14 حالة جديدة في نمروز، وعشرة في كابول. وسبع في قندهار، وأربع في باكتيا، وحالتان في بلخ وباميان (الحالات الأولى في المقاطعة). وحالة جديدة واحدة في مقاطعة لوغار.
وقد بلغ عدد الحالات المبلغ عنها في مقاطعة هرات 257 حالة، من أصل 14 حالة وفاة أفغانية. على الرغم من ذلك، لم يتم تسجيل أي حالات جديدة في ولاية هرات في 9 نيسان، بسبب عدم وجود مجموعات اختبار.
وكشفت الوزارة أن الوفيات المسجلة حتى 9 نيسان استهدفت أربعًا في بلخ وهيرات، وثلاثًا في كابول، واثنتان في ننكرهار، وواحدة في كل من محافظتي دايكوندي وتخار.
وبحلول 9 نيسان، تم نشر أكثر من 1500 ضابط شرطة في كابول.

### 10 نيسان
في 10 نيسان. تم اختبار 37 حالة جديدة إيجابية، بما في ذلك الحالة الأولى في مقاطعة باروان. تم تسجيل 16 حالة جديدة في كابول، وكان في هرات ثمان حالات، في حين أن كل من دايكوندي، وقندهار، ولوغار، وتخار كانت جميعها حالتين جديدتين. كما أعلنت وزارة الصحة العامة أن حالة باميان لديها حالة واحدة جديدة.
بحلول 10 نيسان، تعاقد 20 عاملاً على الأقل في Arg (القصر الرئاسي) مع COVID-19 في كابول.
وأعلنت وزارة الصحة العامة مساء 34 حالة أخرى. كان لكل من هرات وكابول ثمان حالات جديدة، وقندهار خمس حالات، ونمروز ووردك أربع حالات، وبلخ لديه حالتان، في حين كان لكل من بادغيس وباغلان وغور حالة جديدة واحدة لكل منهما.
وبلغ العدد الإجمالي للحالات 555 حالة. بعد زيادة 71 حالة جديدة، وهو أكبر عدد من الحالات المبلغ عنها في يوم واحد في أفغانستان.
كما تم التبليغ عن ثلاث وفيات جديدة، من بينها رجلين في كابول.
ونشر أحدهما COVID-19 على 12 شخصًا آخر في عائلتهما.
كان الرجال بعمر 67 و37 سنة.

### 11 نيسان
في 11 نيسان، تم تسجيل 52 حالة جديدة، مما يعني أن العدد الإجمالي للحالات بلغ 607.
لدى كابول 28 حالة جديدة، وثمان حالات في قندهار، وسبع حالات في هيرات، واربع حالت في بلخ، وحالاتان في باميان، في حين أن كل من هيلماند، وننغرهار، وباكتيا لديهم حالة واحدة جديدة.
أُعلن أنه سيتم تدريس دروس المدرسة عبر الإنترنت عبر التلفزيون والإذاعة.

### 12 نيسان
في 12 نيسان، أعلنت وزارة الصحة عن ثلاث وفيات جديدة، حيث بلغ عدد حالات الشفاء 38. وسجلت 58 حالة جديدة في ست مقاطعات. قندهار لديها 28 حالة جديدة، كابول 13 حالة. هلمند سبع حالات، نمروز ست حالات، تخار ثلاث حالات. وقندوز أبلغ عن حالة واحدة.
ولم يعلن هرات عن حالة جديدة في المحافظة للمرة الثانية في ذلك الأسبوع.
بلغ عدد الحالات في ولاية هرات 280 حالة، بينما في كابول ارتفع عدد الحالات إلى 146. وارتفع عدد الحالات في قندهار بسرعة إلى 75. [126]
أُعلن في مركز الاختبار الجديد في هرات، أنه تم تعليق الاختبار مرتين في الأسبوع بسبب عدم وجود مجموعات، مما أدى إلى عدم الإبلاغ عن حالات جديدة من هرات يومي 9 و12 نيسان. تبلغ قدرة منشأة الاختبار الجديدة 140 اختبارًا في اليوم فقط، ويجب أن تلبي احتياجات مقاطعات بادغيس وفرح وغور ونمروز.
وفي الوقت نفسه. في بلخ، تم افتتاح مستشفى جديد في مزار الشريف، يمكنه علاج ما يصل إلى 200 مريض. على الرغم من ذلك. لا يوجد سوى 15 مروحة. هذا هو المستشفى السادس المخصص لـCOVID-19 بعد مستشفى في هرات وكابول، وآخر في نانغارهار. على عكس قدرة هرات الاختبارية، فإن منشأة الاختبار في بلخ لديها قدرة 50 اختبارًا يوميًا.
في مقاطعة قندهار، يتم استخدام مستشفى بسعة 350 سريرًا لعلاج مرضى COVID-19 في منطقة أينو مينا في قندهار.
وقد أصبحت إجراءات الإغلاق في مقاطعة كابول أكثر صرامة في 12 نيسان.
تم إغلاق جميع الطرق السريعة الرئيسية، حيث تم تمديد الإغلاق لمدة أسبوعين آخرين.
أعلنت وزارة الداخلية أنه ستكون هناك عواقب على أي شخص ينتهك الإغلاق.
وأعلن أن مجموعة باسم صوت المنبر والطبيب ستطلق حملة توعية عامة في كابول. تتكون المجموعة من أطباء وعلماء دين.
طلبت شركة الكهرباء الوطنية دا أفغانستان بريشنا شركات (DABS) من الحكومة قرضًا بقيمة 50 مليون دولار بعد أن أعلنت أنها فقدت 60٪ من إيراداتها بسبب تفشي المرض.

### 13 نيسان
في 13 نيسان، سجلت وزارة الصحة 49 حالة جديدة في ست مقاطعات.
لدى كابول 18 حالة جديدة. تليها قندهار بـ15 حالة. وبلخ ست حالات، وغزني وهيرات على حد سواء أربع حالات، وأبلغ نانجارهار عن حالتين إيجابيتين جديدتين.
ومع زيادة عدد الحالات إلى 714، تم الإعلان عن تعافي أربعين شخصًا، بالإضافة إلى حالتي وفاة إضافيتين، مما يعني أن عدد القتلى وصل إلى 23.

### 14 نيسان
تم اختبار 70 حالة جديدة إيجابية في 11 مقاطعة. في كابول 31 حالة جديدة، وحيرات 22 حالة، وغزني وقندهار على حد سواء ثلاث حالات جديدة، نانغارهار ونمروز ووردك حالتين. في حين أن بغلان وفارياب حالة جديدة لكل منهما. تم تسجيل الحالتين الأوليين في مقاطعة كونار، وكذلك الحالة الأولى في مقاطعة أوروزجان. وبلغ عدد الحالات في كابول 209 حالات مع 11 حالة استرداد وست حالات وفاة. بلغ العدد الإجمالي للحالات في الدولة 784 حالة، وشفيت 43 حالة وفاة و25 حالة وفاة.
في 14 نيسان، تم افتتاح مصنع في كابول، وهو الأول في أفغانستان الذي ينتج معدات الحماية الشخصية (PPE).
ورد في 14 نيسان أن مقاطعة سوروبي. في مقاطعة كابول، بها 31 حالة من حالات كابول، شملت أطباء وضباط شرطة.
في 14 نيسان. أطلقت مجموعة بيات، إحدى أكبر الشركات الخاصة في أفغانستان، حملة Stop The Virus (STV).
الحملة تشمل أيضا تطهير المدن.
كما بدأت المجموعة بتوزيع الطعام في هرات.
أثناء راماندان، قاموا بتوزيع عبوات غذائية في محافظة خوست وميمنة، فارياب.

### 15 نيسان
في 15 نيسان، تم تسجيل 56 حالة جديدة، مما يعني أن عدد الحالات ارتفع إلى 840. تم الإبلاغ عن 37 حالة جديدة في كابول. أعلنت وزارة الصحة عن 11 حالة شفاء جديدة و5 وفيات.
أفيد في هرات أن حوالي 40 مريضًا تم نقلهم إلى المستشفى، مما يعني أنه تم عزل حوالي 260 مريضاً في المنزل بناءً على طلبهم الخاص. لا يزال المرضى المعزولون على اتصال بالأطباء.

### 16 نيسان
في 16 نيسان، أعلنت وزارة الصحة العامة عن 66 حالة جديدة من 465 اختبارًا، بالإضافة إلى 45 حالة استرداد جديدة.
ولدى كابول 26 حالة جديدة، وقندهار 15 حالة، وبلخ ست حالات، وهرات وكوندوز كلاهما خمس حالات، وهلمند أربع حالات، وكونار وننجارهار حالة واحدة لكل منهما. تم تسجيل الحالات الثلاث الأولى في ولاية لغمان.
حصل هرات على 43 من حالات الاسترداد الجديدة، بينما حصل كل من غور وقندهار على انتعاش جديد لكل منهما.
وبلغ عدد الحالات 906، في حين ارتفع عدد حالات الاسترداد إلى 99.
توقف المستشفى الأفغاني الياباني في كابول عن قبول عينات لاختبار COVID-19 لمدة يومين، بسبب زيادة الطلبات، على الرغم من قدرته على اختبار 300 عينة في اليوم. أُفِيد أن بعض الأشخاص انتظروا النتائج لمدة أسبوعين تقريبًا.
بحلول 16 نيسان أنفقت الحكومة 27 مليوناً على حملات التوعية.
في مقاطعة هرات، تم إغلاق أكثر من 35000 متجر ومصنع بحلول 16 نيسان، مما أدى إلى خسارة في الأرباح والبطالة. وقد أدت الصعوبات الاقتصادية إلى عدم تمكن العمال وأصحاب المتاجر من دفع الإيجارات. كما توقف البناء في المحافظة.

### 17 نيسان
في 17 نيسان سجلت وزارة الصحة 27 حالة إصابة جديدة و13 حالة استرداد جديدة.
لدى كابول 12 حالة جديدة، وباكتيا سبع حالات، ولوغار أربع حالات، وهيرات حالتان، في حين كان لكل من باميان ودايكوندي حالة واحدة جديدة.
تم تمديد فترة الإغلاق في مقاطعة كابول لمدة ثلاثة أسابيع حتى 9 أيار.
أعلنت مراكز الفحص في بلخ أنها بحاجة إلى معدات صحية للأطباء.
في 17 نيسان، أعلن أصحاب المتاجر والباعة الجائلين في جميع أنحاء كابول أن الدخول قد تأثرت بسبب الإغلاق. تأثر معيل الأسر والبائعين ذوي الأجور المتدنية بشدة في المجتمعات الفقيرة في كابول. طبقاً للحكومة، فإن البرنامج المستقبلي سيقدم المساعدة.
أعلن الاتحاد الأوروبي أنه سيقدم دعمًا فنيًا و117 مليون يورو لأفغانستان.

### 18 نيسان
في 18 نيسان، أصبح رجل يبلغ من العمر 65 عامًا هو حالة الوفاة السادسة في بلخ، بالإضافة إلى الوفاة الحادية والثلاثين بشكل عام في أفغانستان، حيث أفادت وزارة الصحة أن ثلاثة مرضى ماتوا خلال الـ24 ساعة الماضية.
تم تسجيل 63 حالة جديدة في ثماني محافظات، بما في ذلك الحالة الأولى في مقاطعة جوزجان. ولدى كابول 31 حالة جديدة، وبلخ 16 حالة، وكونار ست حالات، وهيرات أربع، وبغلان ثلاث. أبلغ فارياب ولغمان عن حالة جديدة لكل منهما. وسُجِّلت حالتان وفاة في ذلك اليوم، بما في ذلك صاحب مستشفى خاص في كابول وجراح في جوزجان، بالإضافة إلى 15 حالة استرداد جديدة. بلغ عدد حالات الاسترداد 131 حالة، حيث ارتفع عدد الحالات إلى 996.
أفيد أن هناك نقص في مجموعات الاختبار في بلخ، مما أدى إلى توقف الاختبار.
كما أُعلن أنه كان هناك نقص في مجموعات اختبار الحمض النووي الريبي، لكن منظمة الصحة العالمية (WHO) لديها بعض مجموعات الاختبار الموردة لأفغانستان.
أقيم حفل الافتتاح في قصر دار الأمان، حيث يضم مركز العزل والعلاج COVID-19 الجديد 200 سرير. بسبب 30 حالة وفاة مشتبه بها في منطقة سوروبي، مقاطعة كابول، تم بناء مرفق علاج جديد مع 20 سريرا. وبحلول 18 نيسان، قدمت حكومة أفغانستان 15 مليون دولار لوزارة الصحة العامة، بعد أن وصلت 100 مليون دولار من البنك الدولي إلى هذه المرحلة. تم الإعلان عن خطة إنشاء مركز عزل بسعة 10000 سرير، بالإضافة إلى إجمالي 100.000 سرير عبر المراكز في أفغانستان. حتى 18 نيسان، تم اختبار 5800 عينة.
أعلن المسؤولون والمتطوعون في بلخ أن أكثر من 20000 نازح وعائد، بالإضافة إلى أكثر من 10000 عائلة ضعيفة في المحافظة، بحاجة إلى المساعدة بسبب فقدان الوظائف وانخفاض الأجور والبطالة. لم يتم توزيع الإمدادات الغذائية من أوزبكستان على الأسر الضعيفة حتى الآن، على الرغم من وصولها قبل أسابيع.

### 19 نيسان
وفي 19 نيسان، تم تسجيل ثلاث حالات وفاة أخرى، اثنان في كابول وواحد في قندهار. وأكدت وزارة الصحة 35 حالة جديدة، ما يعني أن العدد الإجمالي للحالات بلغ 1031 حالة. في كابول 15 حالة جديدة، ولغمان تسع حالات، وهيرات ست حالات، وكونار أربع حالات، وأبلغ نانجارهار عن حالة جديدة واحدة. زاد عدد حالات الاسترداد إلى 135. وبحلول 19 نيسان، كان 110 من العاملين الصحيين (90 رجلاً و20 امرأة) إيجابيين وتوفي أربعة.
وقد تضاعف عدد حالات COVID-19 في Arg إلى 40.

### 20 نيسان
في 20 نيسان، تم تأكيد 66 حالة جديدة من 311 اختبارًا. وأبلغت كابول عن 52 حالة جديدة، ولغمان خمس حالات، وبغلان ونانجارهار أربع، وبكتيا حالة جديدة. كما تم تسجيل 15 حالة استرداد جديدة. بلغ عدد الحالات 1,092 حيث بلغ عدد حالات الاسترداد 150.
وبحلول 20 نيسان، تم إجراء أكثر من 6000 اختبار. [161] وصلت 5000 مجموعة اختبار جديدة إلى أفغانستان. وأفيد أيضا أنه تم استخدام 11 من 16 مجموعة اختبار RNA.

### 21 نيسان
في 21 نيسان، أكدت وزارة الصحة 51 حالة جديدة. في كابول 28 حالة جديدة، وقندهار 22، ونانغرهار ست حالات، ونمروز خمس، وهلمند وكابيسا أربع، وهيرات وكونار ثلاث، وغزني وزابول حالتان، في حين باميان وفرح ولاغمان وباكتيا وبروان سجلت جميعها واحدة حالة جديدة. بلغ عدد القتلى 40، وعدد حالات الاسترداد 166.
وبحلول 21 نيسان، تم إجراء حوالي 5300 اختبار.
في 21 نيسان، بدأت وزارة الداخلية تحقيقًا في مطعم نشط (سيفن ستارز) في تيماني، أثناء الإغلاق في كابول. هاجم صاحب المطعم مراسلة لـ TOLOnews.

### 22 نيسان
في 22 نيسان، تم الإعلان عن وفاة شخصين، وكذلك 14 حالة استرداد جديدة. وأكدت وزارة الصحة 106 حالة جديدة، وهو أكبر عدد من الحالات المبلغ عنها في يوم واحد في أفغانستان. قندهار لديها 53 حالة جديدة، هرات 21 حالة، قندوز 15 حالة، جوزجان 10 حالات، وكابول ننغرهار 6 حالات، نمروز 5 حالات، كابيسا ولوغار 4 حالات، كونار وباكتيا 3 حالات، غزني حالتان، بينما باروان وتخار سجلت حالة جديدة واحدة. سجلت مقاطعتا باكتيكا وبنجشير أول حالتيهما.
تم إغلاق المطعم في تيماني وتمت مقاضاة صاحبه.

### 23 نيسان
في 23 نيسان، تم تأكيد 63 حالة جديدة. من 95 حالة (بما في ذلك بعض من مساء اليوم السابق)، كان لدى قندهار 53 حالة جديدة، بلخ سجلت 21 حالة، كابول 11 حالة، تخار 10 حالات، نانغارهار وبنجشير 5 حالات في نانغارهار، هرات 3 حالات، فرح حالتان، بينما دايكوندي، سجلت لغمان ونمروز وبروان حالة واحدة لكل منهما. وأعلنت وزارة الصحة عن خمس عمليات استرداد في هرات وأربع عمليات في قندهار. وبلغ العدد الإجمالي للحالات التي تم استردادها 188 حالة وفاة جديدة تم تسجيلها في قندهار، حيث ارتفع العدد الإجمالي للوفيات في أفغانستان إلى 43. وتوفي مريض مشتبه به في كابول قبل أن تكون نتيجة اختباره إيجابية. في المساء، أعلن بلخ عن 21 حالة جديدة وحالة جديدة واحدة في نمروز.
وصلت شحنة ثانية من المعدات الطبية من الصين.
وأفيد أن العاملين الطبيين في غرب كابول بدؤوا في التطوع بتوزيع الأغذية والمعدات (مثل القفازات) على الأسر الفقيرة. كما قدموا النصائح الإرشادية والطرق المطهرة.
في 23 نيسان، أُرسل التحقيق بشأن شاكيلا إبراهيم، صاحبة شركة Seven Stars، إلى مكتب المدعي العام في أفغانستان. نصحت لجنة سلامة الصحفيين الأفغان الحكومة بأن تأخذ التحقيق على محمل الجد.

### 24 نيسان
أبلغت وزارة الصحة عن 112 حالة جديدة. من بين 133 حالة (بعضها في المساء السابق)، كان لدى هرات 25 حالة، بلخ كان 21 حالة، قندهار 20 حالة، كابول وباكتيا 16 حالة، نمروز وسامانجان 7 حالات، كابيسا، لوغار وزابول 3 حالات، باميان، وغور وأوروزجان حالتان، في حين سجلت بغلان، هلمند، باروان ووردك حالة جديدة واحدة. كما تم الإبلاغ عن أربع وفيات جديدة خلال 24 ساعة. أحدهم كان أسد الله فضلي، الذي كان يشغل في السابق منصب رئيس مديرية الصحة العامة في كونار. وبلغ عدد المبالغ المستردة 206.
بحلول 24 نيسان، تم اختبار 7425 عينة.
أعلنت وزارة الصحة أنه تم حل مشكلة أطقم اختبار الحمض النووي الريبي.

### 25 نيسان
وارتفع عدد المُتَوفّين إلى 50. ومن بين ثلاث حالات وفاة جديدة، كانت اثنتان في غزنة وواحدة في هرات. 68 من 242 اختبارًا كانت إيجابية. كان لدى غازني 13 حالة، باكتيا 11 حالة، باكتيكا 9 حالات، بلخ 8 حالات، بادغيس، كابول 6 حالات، هراة ونانغارهار 4 حالات، خوست ولغمان 3 حالات، وسجلت حالة واحدة في بغلان. بلغ عدد المبالغ المستردة 207.
وبحلول 25 نيسان، تم إجراء 8090 اختبارًا.

### 26 نيسان
تم اختبار 172 حالة جديدة إيجابية من 600 عينة عبر 18 مقاطعة. سجلت بلخ 34 حالة، هيرات 33 حالة، كابول 27 حالة، قندهار 21 حالة، بغلان، باكتيا 8 حالات، قندوز 7 حالات، غور وسار إي بول 5 حالات، فارياب، نمروز، سامانجان 4 حالات، خوست، لغمان، ننجارهار 3 حالات، هلمند حالتان، بينما سجل باكتيكا وبنجشير حالة جديدة واحدة لكل منهما. وأكدت وزارة الصحة سبع حالات وفاة جديدة. بلغ عدد حالات الاسترداد 220.

### 27 نيسان
تم اختبار 125 حالة جديدة إيجابية من 361 عينة عبر 18 مقاطعة. كان لدى هرات 21 حالة، كابول 15 حالة، بلخ 10 حالة، لوجار تسع حالات، جوزجان ثماني حالات، لغمان، باكتيا، بنجشير سبع حالات، غزني وتاخار ست حالات، نانغارهار خمس حالات، هلمند، كونار، وردك حالتان، بينما سجلت بدخشان وبادغيس وكابيسا حالة جديدة واحدة لِكُلٍّ مِنْهُنَّ. تم الإبلاغ عن حالة وفاة جديدة. بلغ عدد المبالغ المستردة 228.
وافقت الحكومة على شراء 500 من أجهزة التهوية الجديدة، بالإضافة إلى تمويل بقيمة 4 ملايين دولار لبناء وتجديد مرافق COVID-19. تم إنفاق 164 مليون دولار بالكامل، والتي تضمنت أيضًا مجموعات اختبار.
وبحلول 27 نيسان، تم إجراء 9000 اختبار.

### 28 نيسان
في 28 نيسان، تم اختبار 111 حالة جديدة إيجابية. بلغ عدد الحالات المؤكدة 1939 حالة. بلغ عدد القتلى 60، وبلغ عدد حالات الشفاء 260.

### 29 نيسان
في 29 نيسان، تم اختبار 232 حالة إيجابية من 581 عينة عبر 23 مقاطعة، وهو أكبر عدد من الحالات المبلغ عنها في يوم واحد في أفغانستان. وبلغ عدد الحالات المؤكدة 2,171. قندهار 45 حالة، بلخ 41 حالة، كابول 20 حالة، غازني 12 حالة، لوغار وباكتيا 10 حالة، بانجشير وسامانجان تسع حالات، تخار ثماني حالات، قندوز سبع حالات، بغلان، ننغرهار، بادغيس ووردك أربع حالات، لاغمان ثلاث حالات، باكتيكا وباروان حالتان، وسجلت فارياب وسار بول حالة جديدة واحدة لكل منهما. وأبلغ عن وقوع أربع وفيات جديدة، منها اثنان في هرات وواحدة في كابول. وبحلول 29 أبريل، تم إجراء 10222 اختبارًا. بلغ عدد المبالغ المستردة 260.
بدأ اختبار تفاعل البوليميراز المتسلسل (PCR) في المستشفى الأفغاني الياباني في كابول.
بحلول 26 نيسان، كانت هناك مراكز اختبار في 22 منطقة شرطة في كابول يديرها متطوعون في مجال الصحة.
تم إجراء 8,694 اختبار.

### 30 نيسان
في 30 نيسان، تم اختبار 164 حالة جديدة إيجابية. وزاد عدد الحالات إلى 2335. أعلنت وزارة الصحة عن 50 حالة شفاء جديدة وأربع وفيات جديدة. بلغ عدد المبالغ المستردة 310.
أصيب 228 عامل صحي.
وبحلول 30 نيسان، تم إجراء 10593 اختبارًا.

## أيار 2020

### 1 أيار
في 1 أيار، أبلغت وزارة الصحة عن 179 حالة جديدة من 591 عينة في 12 مقاطعة، ليصل المجموع إلى 2469. من 164 حالة حديثة، أعلنت وزارة الصحة أن كابول لديها 75حالة، هرات 23 حالة، بلخ 18 حالة، جوزجان 16 حالة، قندهار 15 حالة، غازني 10حالات، بغلان 7 حالات، لوغار 5 حالات، تخار 4 حالات، زابول حالتان، وكان لدى هلمند حالة واحدة جديدة. وصل عدد حالات الاسترداد إلى 331 حيث بلغ عدد الوفيات 72. وقد أصيب 249 من العاملين الصحيين. [183]
بحلول 1 أيار، تم تنفيذ 11,068 اختبارًا.

### 2 أيار
في 2 أيار، أعلنت وزارة الصحة عن 235 حالة جديدة. ولدى كابول 65 حالة جديدة، وقندهار 54 حالة، وهيرات 19 حالة، وبانشير 14 حالة، وتخار 13 حالة، ونانغارهار 12 حالة، وغور وسامانجان 10 حالة، وبغلان 9 حالات، وورداك 7 حالات، بادغيس وباميان ولغمان 5 حالات لكل منهما، سار إي بول 3 حالات، وكانار وبروان حالتان، في حين سجلت فرح وهلمند حالة جديدة واحدة لكُلٍّ منهم. بلغ عدد حالات الاسترداد 345. تم تسجيل 13 حالة وفاة جديدة في جميع أنحاء أفغانستان، مما يعني أن عدد الوفيات بلغ 85.

### 3 أيار
في 3 أيار، أعلنت وزارة الصحة عن 190 حالة جديدة. كان لدى بكتيا 41 حالة، وهيرات 30 حالة، وقندهار 25 حالة، وكابول 24 حالة، وبلخ 17 حالة، وغانمان 13 حالة، ولغمان 11 حالة، وفرح 9 حالات، وسار بول 6 حالات، وكونار 5 حالات، وزابول 3 حالات، باكتيكا حالتان، بينما سجلت كل من هلمند وخوست ونمروز وأوروزجان حالة جديدة واحدة لكل منهم. تم تسجيل خمس وفيات جديدة، من بينها اثنان في باكتيا. وأبلغ هرات وكابول وورداك عن وفاة جديدة لكل منهم. بلغ عدد الوفيات 90 حيث بلغ عدد حالات الاسترداد 397.

### 4 أيار
في 4 أيار، أعلنت وزارة الصحة عن 330 حالة جديدة، وهو أكبر عدد من الحالات المبلغ عنها في يوم واحد في أفغانستان. هرات 59 حالة، كابول 45 حالة، قندهار 41 حالو، بلخ 38 حالة، بكتيا 26 حالة، نانجارهار 13 حالة، بانجشير 12، لاغمان وتخار 11، لوغار وسامانجان 10 حالات لكل منهما، باكتيكا 9 حالات، باروان 7 حالات، فارياب 6 حالات، غازني وكونار وكوندوز 5 حالات لكل منهم، كابيسا وورداك 4 حالات لكل منهما، بدخشان وزابول 3 حالات لكل منهما، فرح حالتان، في حين سجلت هلمند حالة جديدة واحدة. بحلول 4 مايو، تم إجراء 13,076 اختبار. تم تسجيل خمس وفيات جديدة، شملت اثنتين في لوغار. أبلغ كل من بغلان ولاغمان وننكرهار عن وفاة جديدة واحدة لكل منهم. بلغ عدد القتلى 95 حيث بلغ عدد حالات الاسترداد 421.

### 5 أيار
في 5 أيار، أعلنت وزارة الصحة عن 31 حالة شفاء جديدة وتسع وفيات. من 168 حالة جديدة، سجلت كابول 67 حالة، هيرات 32 حالة، قندهار 14 حالة، نانغارهار 11 حالة، فارياب ولغمان 9 حالات لكل منهما، لوغار 8 حالات، بغلان وبلخ وباكتيا 4 حالات لكل منهم، كونار حالتان، وسجلت هيلماند وسمنجان وسار إي بول ونورِستان حالة جديدة واحدة لكل منهم. تم تسجيل الحالة الأولى في مقاطعة نورستان، وهي المقاطعة الأخيرة التي أبلغت عن حالة COVID-19. وبحلول 5 أيار، تم إجراء 13777 اختبارًا. بلغ عدد حالات الاسترداد 458، حيث وصل عدد الوفيات إلى 104.

### 7 أيار
في 7 أيار، ذُكر أن وزير الصحة، الدكتور فيروز الدين فيروز، كان إيجابيًا وعُزِلَ في المنزل.
أبلغت وزارة الصحة عن 215 حالة جديدة. كان لدى هرات 57 حالة، كابول 50 حالة، بلخ 31 حالة، قندهار 17 حالة، جوزجان 11 حالة، وباكتيا 9 حالات، غور 8 حالات، وكونار 7 حالات، لوغار 6 حالات، فراب 4 حالات، باكتيكا وزابول 3 حالات لكل منهما، بينما سجلت خوست ولاجمان حالتين لكل منهما. تم تسجيل أربع عمليات استرداد جديدة في هرات. تم الإبلاغ عن وفاة شخصين. أحد الأشخاص في ننكرهار كان يبلغ من العمر 30 عامًا وكان يعاني من أمراض القلب والآخر كان يبلغ من العمر 50 عامًا في قندهار وكان يعاني من الربو.
أعلنت شركة Kam Air أنها تفقد خلال فترة الإغلاق أكثر من 6 ملايين جنيه إسترليني في الأسبوع حيث تم إيقاف جميع الرحلات الجوية المحلية والدولية البالغ عددها 119 رحلة. طلبت شركات الطيران إعفاءات ضريبية من وزارة المالية. كما تأثرت الشركات السياحية.
أطلقت وزارة التربية والتعليم موقعًا على الإنترنت لطلاب المدارس في داري وباشتو. أعلن القائم بأعمال الوزير مرويس بلخي أن جميع الدورات الدراسية في المنزل سيتم تصنيفها إذا لم تجر الامتحانات.
بحلول 7 أيار، تم إجراء 15000 اختبار.

### 8 أيار
في 8 أيار، أبلغت وزارة الصحة عن 253 حالة جديدة من 520 عينة. سجلت هرات 71 حالة، وبلخ 43 حالة، ننكرهار 39 حالة، تخار 24 حالة، جوزجان 22 حالة، باكتيا 16 حالة، قندوز ولَغمان 11 حالة لكل منهما، نورِستان 10 حالات، غزنة 8 حالات، كابول 4 حالات، في حين سجلت باميان وكونار وبانجشير حالة واحدة جديدة لكل منهم. تم الإبلاغ عن 29 حالة استرداد جديدة وست حالات وفاة جديدة. بلغ عدد الوفيات 115، حيث بلغ إجمالي الاسترداد 502.
في 8 أيار، أعلنت وزارة الصحة أنه يوجد 3,230 سرير متاح في جميع المحافظات الـ34. وبحلول 8 أيار، تم إجراء 15,560 اختبارًا.
قامت مجموعة البيات وشركة الاتصالات اللاسلكية الأفغانية (AWCC) بتطهير مناطق وزارة الصحة من كابول.

### 9 أيار
في 9 أيار، أبلغت وزارة الصحة عن 361 حالة جديدة. سجلت كابول 117 حالة، هرات 59 حالة، بلخ 31 حالة، قندهار 26 حالة، بغلان 21 حالة، فرح 18 حالة، لاغمان 12 حالة، سامانجان ووردك 11 حالة لكل منهما، بانجشير 9 حالات، نانجارهار وباروان 8 حالات لكل منهما، كونار 7 حالات، هيلمان 5 حالات، بدخشان وغزنة 4 حالات لكل منهما، خوزجان وسار إي بول لديهم 3 حالات لكل منهما، وباكتيكا لديه حالتان، في حين سجلت باكتيا وزابول حالة جديدة واحدة لكل منهما. وأصيب ستة سجناء في ننكرهار. تم الإبلاغ عن أربع وفيات جديدة، مما رفع عدد الوفيات إلى 120. تم إخراج 65 مريضًا بعد شفائهم بالكامل.
قُتل ستة متظاهرين في شاغشران، بمقاطعة غور أثناء احتجاجهم على التوزيع غير العادل للمساعدات الغذائية الذي قدمته قطر أثناء الوباء.
هاجم المتظاهرون قوات الأمن والممتلكات الحكومية. أطلقت الشرطة النار على ثلاثة من المتظاهرين وتم وضع الدبابات في وقت لاحق في المدينة. أعلن مركز الصحفيين الأفغان مقتل مقدم البرامج الإذاعية المتطوع أحمد خان نويد. كما قتل شرطيان. أعلنت وزارة الداخلية إصابة عشرة من ضباط الشرطة وتسعة مدنيين بجروح.
بدأت منظمة العفو الدولية تحقيقاً في استخدام الشرطة.

### 10 أيار
في 10 أيار، أبلغت وزارة الصحة عن 285 حالة جديدة. سجلت كابول 161 حالة، قندهار 30 حالة، بادغيس ولوغار 18 حالة لكل منهما، كونار ونانغارهار 16 حالة لكل منهما، هيرات 7 حالات، غور وقندوز 5 حالات لكل منهما، هلمند وباروان 3 حالات لكل منهما، نورستان حالتان، بينما سجلت وردك حالة جديدة واحدة. تم اختبار 161 شخصًا إيجابيًا من 365 اختبارًا في كابول. أعلن نائب وزير الصحة وحيد مجروح عن دخول عدد من المرضى إلى المركز بقصر دار الأمان لأسباب مختلفة، من بينها قضايا أمنية. وأعلن مجروح أيضا أن خطر جائحة COVID-19 في أفغانستان لا يزال مرتفعا. تم تسجيل قتيلتين جديدتين. كان أحدهما في قندهار والآخر في نانغارهار. تم تسجيل 16 حالة استرداد جديدة.
بلخ خفف من الإغلاق في مزار الشريف.

### 11 أيار
في 11 أيار، أبلغت وزارة الصحة عن 281 حالة جديدة، ليصل العدد الإجمالي للحالات إلى 4,963. سجلت كابول 84 حالة، بلخ 33 حالة، وردك 28 حالة، بادغيس ونانجارهار 20 حالة لكل منهما، تخار 14 حالة، قندهار 13 حالة، هرات وبنجشير 12 حالة لكل منهما، هلمند 7 حالات، قندوز وسار إي بول وزابول 5 حالات لكل منهم، جوزجان وباروان 4 حالات لكل منهما، باداخشان وكابيسا 3 حالات لكل منهما، غور حالتان، في حين سجلت بغلان وفارياب ونمروز وباكتيا وسامانجان وأوروزجان حالة جديدة واحدة لكل منهم. تم تسجيل خمس وفيات جديدة. بلغ عدد الوفيات 127، حيث ارتفع عدد حالات الاسترداد إلى 610. وبحلول 11 أيار، تم إجراء 18,098 اختبارًا.

### 12 أيار
في 12 أيار، أبلغت وزارة الصحة عن 259 حالة جديدة من 619 اختبارًا، ليصل المجموع إلى 5226. سجلت بلخ 49، قندهار 29، كابول 27، تخار 25، نغرهار 23، هرات 22، كونار وبروان 10، بادغيس 8، جوزجان 7، بغلان لوغار ووردك 6، دايكوندي وبنجشير كان 5، فارياب 4، قندوز ونمروز وزابول 3، باميان وفرح وهلمند حالتان، بينما سجل كل من غور ولاغمان حالة جديدة واحدة لكل منهما. تم تسجيل خمس وفيات جديدة. بلغ عدد الوفيات 132، وبلغ عدد حالات الاسترداد 648. بحلول 12 أيار، تم إجراء 18,724 اختبارًا.

### 13 أيار
في 13 أيار، أبلغت وزارة الصحة عن 413 حالة جديدة من 1008 اختبار، ليصل المجموع إلى 5639. كان في كابول 188 حالة من 441 اختبارًا، غازني 35، قندهار 34، نانغرهار 30، بغلان 25، بخ 24، سامانجان 20، باكتيا 15، ورداك 9، نمروز ولاغمان وسار إي بول 5، باكتيكا 4، زابول 3، بنجشير حالتان، في حين سجلت فارياب ونورستان حالة جديدة واحدة لكل منهما. تم تسجيل أربع وفيات جديدة. وصل عدد الوفيات إلى 136، وبلغ عدد حالات الاسترداد 691. بحلول 13 أيار، تم إجراء 732 19 اختبارًا.

### 14 أيار
في 14 أيار، أبلغت وزارة الصحة عن 414 حالة جديدة من 1,122 اختبار، ليصل المجموع إلى 6,053. سجلت كابول 162، هرات 132، نانغارهار 26، سامانجان 19، قندهار 13، باكتيا 12، جوزجان 9، لغمان 8، فارياب 6، قندوز وزابول 5، باكتيكا 4، بدخشان وخوست 3، غازني وكابيسا حالتان، في حين سجلت دايكوندي وهيلماند وسار إي بول حالة جديدة واحدة لكل منهم. تم تسجيل 17 حالة وفاة جديدة. بلغ عدد الوفيات 153، حيث ارتفع عدد حالات الاسترداد إلى 745. أعلنت وزارة الصحة أن قدرة الاختبار قد زادت إلى 1100 اختبار في اليوم. وبحلول 14 أيار، تم إجراء 20854 اختبارًا.

### 15 أيار
في 15 أيار، أبلغت وزارة الصحة عن 349 حالة جديدة، ليصل المجموع إلى 6402. سجلت كابول 126، باكتيا 56، نانغارهار 37، بلخ 31، هرات 29، بغلان 11، قندهار ولوغار 10، لاغمان وسار إي بول 8، تخار 7، بادغيس وجوزجان 5، قندوز 3، في حين سجلت باميان وبنجشير وورداك حالة جديدة واحدة لكل منهم. تم تسجيل 15 حالة وفاة جديدة و32 حالة استرداد جديدة. بلغ عدد الوفيات 168، وبلغ عدد حالات الاسترداد 745. وبحلول 15 مايو، تم إجراء 21969 اختبارًا.

### 16 أيار
في 16 أيار، تم الإعلان عن 262 حالة إيجابية جديدة، ليصل إجمالي الحالات الإيجابية إلى 6664. سجلت كابول 60، هيرات 57، سامانجان 22، لوغار 14، بلخ وخوست 11، باكتيا وباروان وتخار ووردك 10، بادغيس وفارياب وكابيسا وباكتيكا 8، في حين سجلت بغلان 6 حالات. تم تسجيل حالتي وفاة وسبعة حالات استرداد. وصل عدد الوفيات إلى 169، وبلغ عدد حالات الاسترداد 784. وحتى 16 أيار، تم إجراء 22639 اختباراً.
أعلن الأطباء في سجن بول الشرقي ومركز الاحتجاز في كابول أن 50 سجينًا وموظفًا أظهروا نتائج إيجابية من 600 حالة مشتبه فيها، وأعلنوا أن مركز الحجر الصحي بسعة 250 سريرًا سيتم توسيعه إلى 1000 سرير إذا كان هناك المزيد من الحالات.
قامت مجموعة بيات بتوزيع عبوات غذائية على العائلات المحتاجة في دايكوندي.

### 17 أيار
في 17 أيار، تم الإعلان عن 408 حالة إيجابية جديدة، ليصل المجموع إلى 7072 حالة. سجلت كابول 162، هيرات 95، بلخ 31، خار 20، خوست 19، باروان 18، بكتيا 15، وردك 8، لوجار 7، بغلان 6، ديكوندي وغور وكونار وباكتيكا 4، قندوز وبنجشير 3، كابيسا حالتان، في حين سجلت لاغمان حالة جديدة واحدة. وسُجِّلَت ثلاث وفيات و23 حالة استرداد. وبلغ عدد القتلى 173، حيث ارتفع عدد حالات الاسترداد إلى 801. وبحلول 17 مايو، تم إجراء 23497 اختبارًا.

### 18 أيار
في 18 أيار، تم الإعلان عن 581 حالة إيجابية جديدة، ليصل المجموع إلى 6553. سجلت كابول 165، نانغارهار 134، بلخ 55، هرات 38، لاغمان 30، باكتيا 29، سامانجان 23، غازني 21، كونار 16، سار بول 15، تخار 12، بادغيس 13، بنجشير 9، بغلان 5، قندوز وباروان 4، باكتيكا 3، خوست حالتان، في حين سجلت بدخشان ودايكوندي وورداك حالة جديدة واحدة لكل منهم. تم الإبلاغ عن خمس وفيات و45 حالة استرداد. بلغ عدد القتلى 178، حيث بلغ عدد حالات الاسترداد 850. وبحلول 18 مايو، تم إجراء 24697 اختبارًا.
وزعت مجموعة بيات الطعام على العائلات المحتاجة في بدخشان.

### 19 أيار
في 19 أيار، تم الإعلان عن 492 حالة إيجابية جديدة، ليصل المجموع إلى 8145. سجلت كابول 262، هيرات 59، بلخ 33، بغلان 30، تاخار 28، جوزجان 14، نانغارهار وباكتيا 10، بنجشير وبروان 9، كونار 7، لوغار 6، كابيسا 5، فرح سار إي بول 4، بينما سجلت غزني حالتين جديدتين. وسُجِّلَت 10 وفيات و80 حالة استرداد. بلغ عدد الوفيات 187، وبلغ عدد حالات الاسترداد 930. وبحلول 19 أيار، تم إجراء 25700 اختبار.
في 19 أيار، قامت مجموعة بيات وAWCC بتطهير المزيد من المناطق في كابول ومستشفى صحة الأطفال.

### 20 أيار
في 20 أيار، تم الإعلان عن 531 حالة إيجابية جديدة، ليصل المجموع إلى 8676. سجلت كابول 274، وهيرات 69، وبلخ 55، ونانغارهار 35، ووردك 26، وسار إي بول 15، وبروان 13، وخوست وباكتيكا 12، وباكتيا 7، ولغم 5، وفارياب 3، وفرح وجوزجان حالتان، بينما سجل بادغيس حالة جديدة واحدة. تم الإبلاغ عن ست وفيات وثمانية حالات استرداد. وصل عدد الوفيات إلى 938، وبلغ عدد حالات الاسترداد 938. وبحلول 20 أيار، تم إجراء 26707 اختبارات.

### 21 أيار
في 21 أيار، تم الإعلان عن 542 حالة إيجابية جديدة، ليصل المجموع إلى 9216. سجلت كابول 316، هيرات 47، نانغارهار 24، بغلان وتخار 23، بلخ 19، كونار 18، فرح ولغمان 15، غازني 13، بانجشير 8، دايكوندي وباكتيا 5، قندوز 4، ورداك 3، نورستان حالتان، في حين سجلت كابيسا ولوغار حالة جديدة واحدة لكل منهما. تم الإبلاغ عن 12 حالة وفاة و58 حالة استرداد. بلغ عدد الوفيات 205، وبلغ عدد حالات الاسترداد 993. بحلول 21 مايو، تم إجراء 27889 اختبارًا.
في 21 أيار، تم تخفيف الإغلاق في كابول.

### 22 أيار
في 22 أيار، تم الإعلان عن 782 حالة إيجابية جديدة، ليصل المجموع إلى 9899 حالة. سجلت كابول 377، هرات 150، بلخ 49، غزنة 47، نانغارهار 32، باكتيا 28، سامانجان 21، بغلان ولوغار وباكتيكا 12، كابيسا 11، كونار 10، لاغمان 6، بادغيس وفرح وغور 4، بينما سجلت تخار حالة جديدة واحدة. تم الإبلاغ عن 11 حالة وفاة و44 حالة استرداد. وبلغ عدد الوفيات 216، حيث بلغ عدد حالات الاسترداد 1040. وبحلول 22 أيار، تم إجراء 29417 اختبارًا.
في 22 أيار قالت وزارة الحج للناس إن عليهم تجنب التجمعات في عيد الفطر إذا ظهرت عليهم أعراض COVID-19.
أعلن الرئيس أشرف غني أن كابول ستخفف القيود على الأعمال والسفر بعد عطلة عيد الفطر.

### 25 أيار
في 25 أيار، تم الإعلان عن 658 حالة إيجابية جديدة، ليصل المجموع إلى 11831. سجلت كابول 237، هرات 86، بلخ 77، بغلان 59، بادغيس وفرح 52، نانغارهار 27، باميان 11، لوجار 7، كابيسا 6، سار إي بول 4، سامانجان وتاخار حالة جديدة واحدة لكل منهما. تم تسجيل حالة وفاة واحدة جديدة، ليصل عدد الوفيات إلى 220. تم تسجيل 31 حالة استرداد جديدة في بلخ. ارتفع عدد حالات الاسترداد إلى 1128. حتى 25 مايو، تم إجراء 32870 اختبارًا.

### 26 أيار
في 26 أيار، تم الإعلان عن 625 حالة إيجابية جديدة، ليصل المجموع إلى 12456. سجلت كابول 360، هرات 108، بلخ 50، باروان 26، تخار 24، كونار 14، بغلان وبنجشير 9، غور ولغمان 8، نانجارهار 5، باميان حالتان، سجلت باميان وفرح حالة جديدة واحدة لكل منهما. وبلغ عدد الوفيات 227، حيث بلغ عدد حالات الاسترداد 1138. وبحلول 26 مايو، تم إجراء 33864 اختبارًا.

### 27 أيار
في 27 أيار، تم الإعلان عن 580 حالة إيجابية جديدة، ليصل المجموع إلى 13036. سجلت كابول 322، هرات 139، بنجشير 27، بلخ 22، فرح 21، باكتيا 20، بينما سجلت فارياب 15 حالة جديدة. وبلغ عدد الوفيات 235، حيث بلغ عدد حالات الاسترداد 1209. وبحلول 27 مايو، تم إجراء 34936 اختبارًا. أعلنت وزارة الصحة عن نفاد الإمدادات الطبية.

### 28 أيار
في 28 أيار، تم الإعلان عن 623 حالة إيجابية جديدة من 985 اختبارًا، ليصل المجموع إلى 13659. كابول 271، هرات 179، نانغارهار 67، بلخ 23، خوست 18، لغمان 13، بدخشان وبروان 10، في حين سجلت باميان ودايكوندي وكونار ولوغار وباكتي وباكتيكا وتخار أقل من 10 حالات جديدة. تم الإبلاغ عن 11 حالة وفاة. كان لدى هرات 7، وسجلت خوست حالتان وفاة، بينما أبلغ كل من بلخ وكابول عن وفاة واحدة لكل منهما. تم الإعلان عن 50 حالة استرداد جديدة. كان لدى باكتيكا 21، كابول 15، فرح وهيرات 5، خوست 3، بينما سجلت نورستان انتعاشًا جديدًا واحدًا. وبحلول 28 أيار، تم إجراء 35921 اختبارًا.

### 29 أيار
في 29 أيار، تم الإعلان عن 866 حالة إيجابية جديدة من 1425 اختبارًا. أبلغت 16 مقاطعة عن حالات جديدة. كان لدى كابول 411 حالة جديدة من 707 اختبار، بينما سجل فارياب حالتين جديدتين. تم تسجيل 44 حالة استرداد وثلاث وفيات. سجلت كل من فرح ولوغار وباكتيا وفاة واحدة لكل منهم. حصلت هرات على 17 حالة استرداد، بادغيس 16، كابول على 6، بينما سجل قندوز خمس عمليات استرداد جديدة. وبحلول 29 مايو، تم إجراء 37348 اختبارًا.

### 30 أيار
في 30 أيار ، تم الإعلان عن 680 قيراطًا إيجابيًا جديدًا من 1112 اختبارًا. أبلغت كابول عن 371 حالة جديدة من 624 اختبارا. كان لدى هرات 111، وبلخ 75، و Samangan 33، و Takhar 22، و Nangarhar 21، و Laghan 18، و Baghlan 11، بينما سجلت Bamyan ، و Daykundi ، و Kunar ، و Logar ، و Parwan أقل من 10 حالات جديدة. وسجلت 25 حالة استرداد وثماني وفيات. وبلغ عدد القتلى 257، حيث بلغ عدد حالات الاسترداد 1328. وبحلول 30 أيار ، تم إجراء 38460 اختباراً.

### 31 أيار
في 31 أيار، تم الإعلان عن 545 حالة إيجابية جديدة من 1168 اختبارًا، ليصل المجموع إلى 15750. سجلت هرات 117، باكتيا 92، كابول 66، نانغارهار 50، سامانجان 48، فرح 36، سار إي بول 22، باميان 20، لوغار 17، بدخشان وغور وتخار 14، فارياب ووردك 12، في حين سجلت Badghis و Balkh و Kunar وLaghman أقل من 10 حالات. تم تسجيل 100 حالة استرداد و8 وفيات. انخفض عدد الحالات الجديدة في كابول للمرة الأولى منذ أسبوعين. وبحلول 31 أيار، تم إجراء 39,628 اختبارًا.
في 31 أيار، عيّن الرئيس أشرف غني أحمد جواد عثماني وزيراً للصحة العامة بالإنابة، ليحل محل فيروز الدين فيروز.

## حزيران 2020

### 1 حزيران
في 1 حزيران، تم الإعلان عن 759 حالة إيجابية جديدة، ليصل المجموع إلى 16509. كابول لديها 266 حالة، هرات 212 حالة، باكتيا 66 حالة، بلخ 39 حالة، نانغارهار 34 حالة، بغلان 27 حالة، خوست 25 حالة، باريان 21 حالة، فارياب وغازني 18 حالة، تخار 17 حالو، كابيسا 7 حالات، باروان 4 حالت، بدخشان ثلاث حالات، بينما سجلت سامانجان حالتين جديدتين. تم الإبلاغ عن خمس وفيات و22 حالة استرداد. وبلغ عدد القتلى 270، وبلغ عدد حالات الاسترداد 1450. وبحلول 1 حزيران، تم إجراء 40950 اختبارًا.
في 1 حزيران، أعلنت لجنة الإنقاذ الدولية (IRC) أن أفغانستان تواجه كارثة إنسانية حيث ارتفع عدد الحالات بنسبة 684٪ في مايو. أعلنت وزارة الصحة أن لديها القدرة على اختبار 2000 عينة في اليوم، على الرغم من تلقي ما بين 10000 و20000 عينة في اليوم.

### 2 حزيران
في 2 حزيران، تم الإعلان عن 758 حالة إيجابية جديدة من 1323 اختبارًا، ليصل المجموع إلى 17267. كان لدى كابول 332 حالة، وهيرات 216 حالو، وقندهار 54 حالة، وبلخ 52 حالة، في حين سجلت ثماني مقاطعات أخرى أقل من 50 حالة جديدة. وسجلت 78 حالة استرداد و24 حالة وفاة. وبلغ عدد حالات الوفاة 270، حيث بلغ عدد حالات الاسترداد 1450. وبحلول 2 حزيران، تم إجراء 42273 اختبارًا.

### 3 حزيران
في مقاطعة قندوز، أعلن مسؤولون محليون أن حاكم مقاطعة قلاي زال والقائد العام للشرطة الإقليمية، الجنرال راشد بشير، توفي بسبب COVID-19.
أفادت أريانا نيوز أن المسؤولين الحكوميين لم يتبعوا إرشادات المسافات الاجتماعية أثناء الاجتماعات. كما أفادوا أنه تم تسجيل بعض الوفيات رسميًا فقط، حيث لم يتم الإبلاغ عن بعض حالات الوفاة الإيجابية والمشبوهة لـ COVID-19.
في 3 حزيران، أعلنت غرفة التجارة والاستثمار الأفغانية (ACCI) عن انخفاض الصادرات إلى البلدان الأخرى التي تم إغلاق طرق التجارة بها مع الدول المجاورة.
في 3 حزيران، استقال 13 طبيباً من مستشفى «كوفيد 1» في هرات، وكان يعالج أكثر من 100 مريض كوفيد 19.

### 4 حزيران
في 4 حزيران أعلن أحمد جواد عثماني إصلاحات في قطاعه الصحي.
أصيب 570 عامل صحي في ولاية هرات.